# علوم دینی

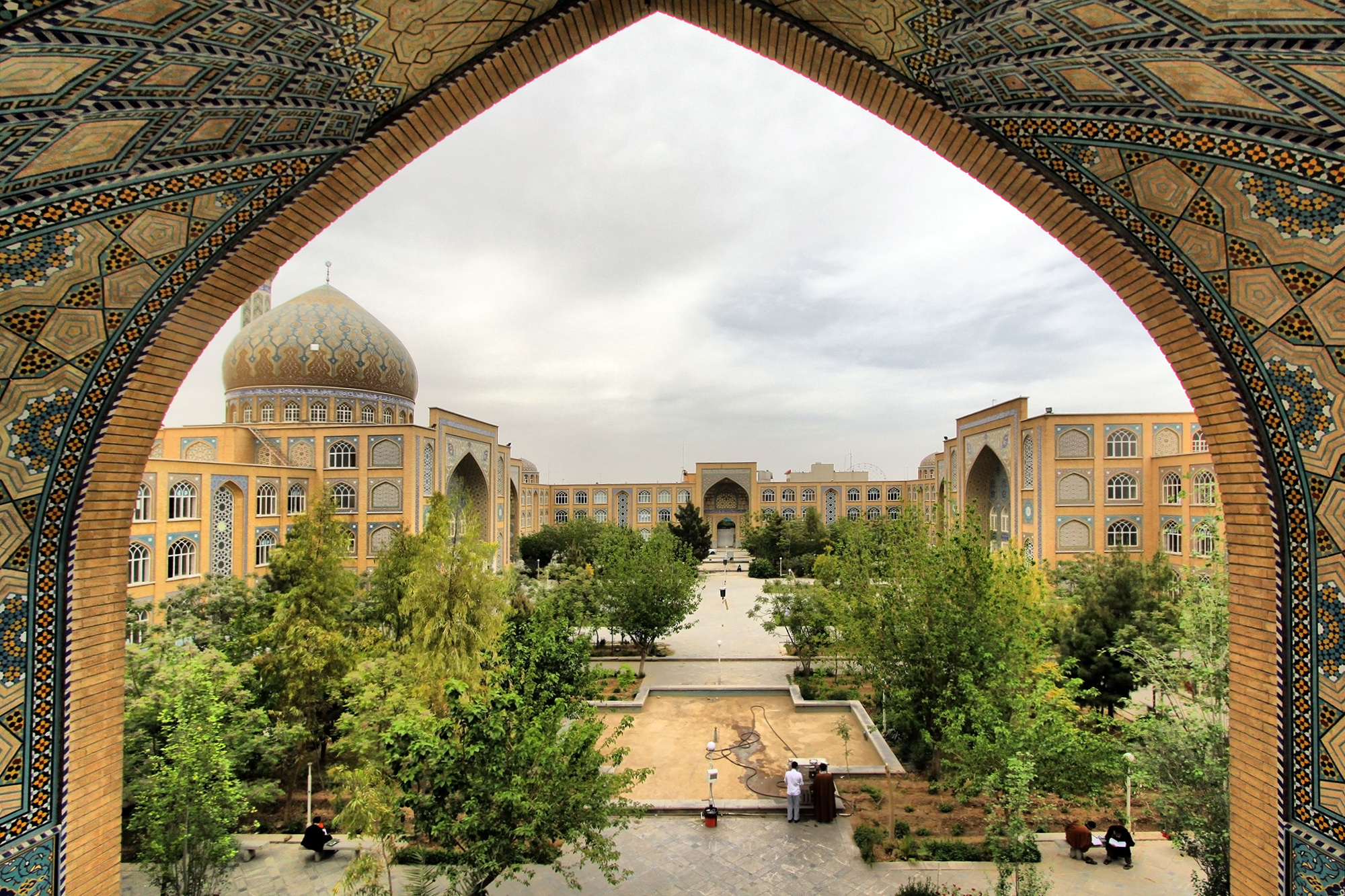
تصویری از مدرسه علوم دینی معصومیه در شهر قم

علوم دینی، مجموعه‌ای از دانش ها و آگاهی‌هایی است که معمولاً مبلغان یک دین آن را به شکل تخصصی و با برنامه‌ای مدون می‌آموزند و مردم معمولی به نسبت تدین و وقتی که می‌توانند برای این کار بگذارند، گهگاهی در حوزه دین به مطالعه این علوم می‌پردازند. از جمله دروسی که طلاب علوم دینی در مدارس علوم اسلامی موسوم به حوزه علمیه می‌خوانند عبارتند از فقه، اصول فقه، تفسیر قرآن، رجال، فلسفه اسلامی، درایه، ادبیات عرب (صرف، نحو، معانی، بیان ، بدیع و لغت)، کلام اسلامی، اخلاق اسلامی، تاریخ اسلام، منطق قدیم، علوم قرآنی، علوم حدیث و تجوید قرآن است.

## جُستارهای وابسته
- حوزه علمیه نجف
- حوزه علمیه اصفهان
- حوزه علمیه خراسان
- حوزه علمیه تهران
- حوزه علمیه قم
- شیعه
- اسلام
- مسلمانان
- اثنی عشری

## گالری عکس

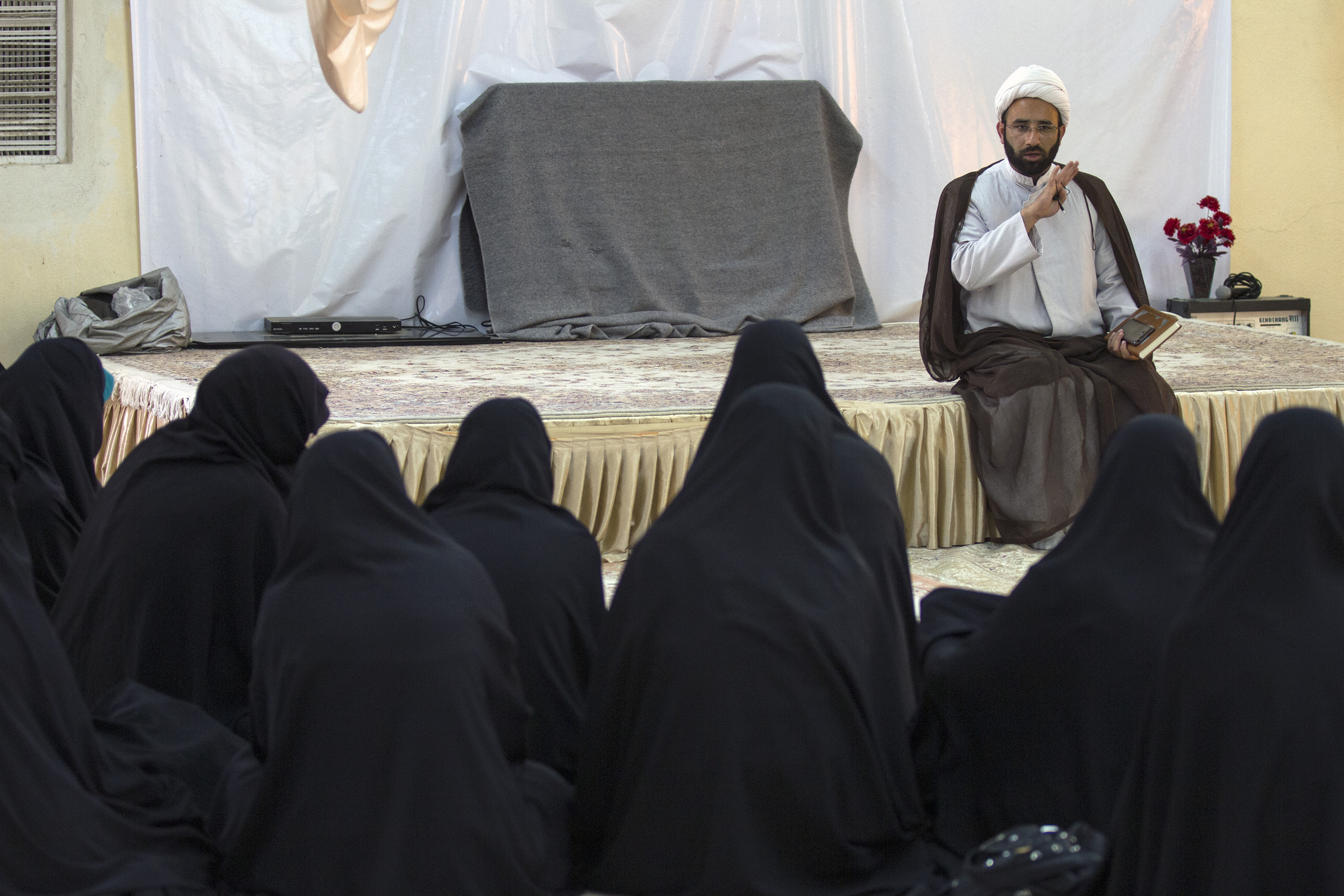
آموزش علوم دینی در مسجد جمکران برای خانم های حوزوی
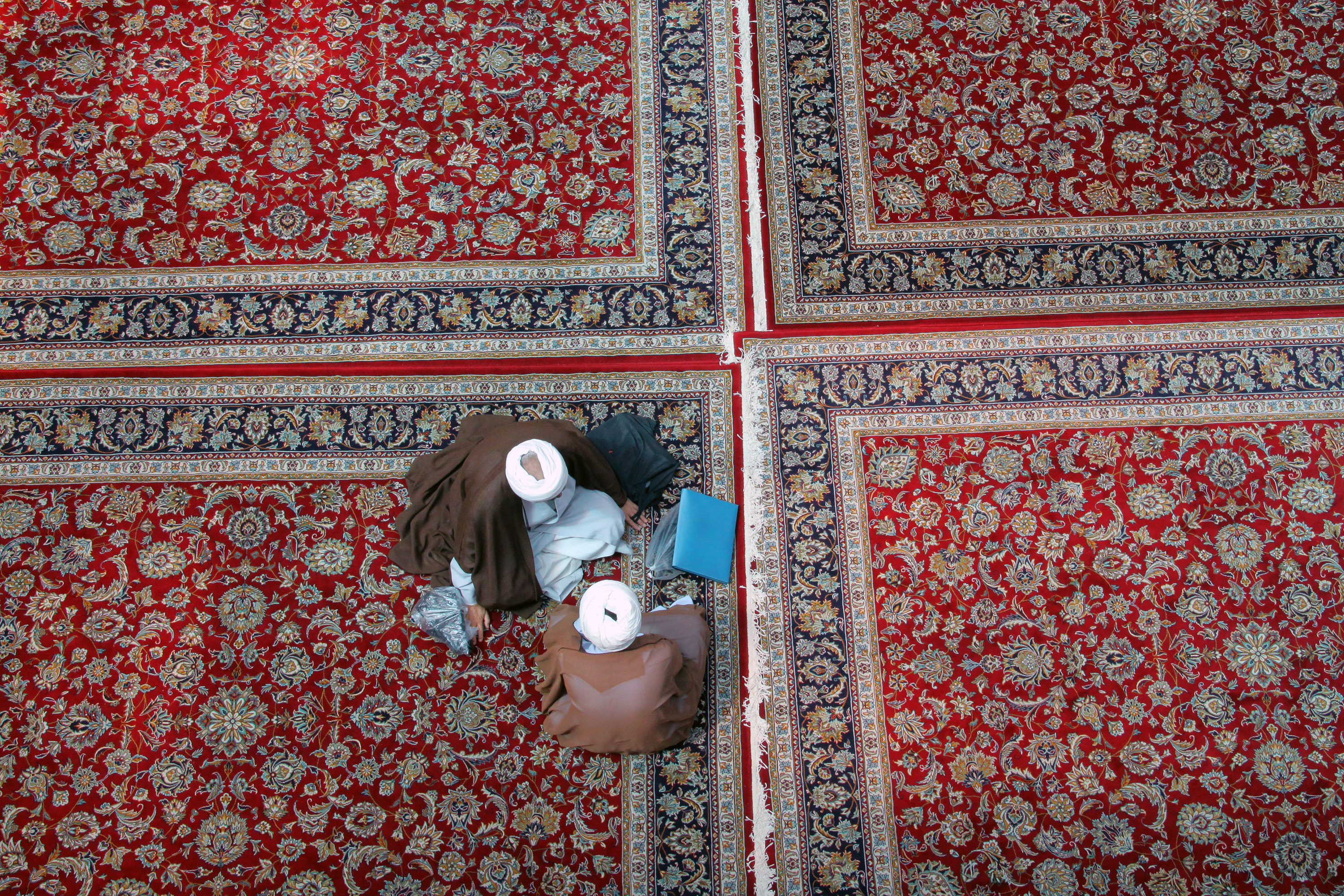
دو طلبه در حال مباحثه در یک مدرسه علوم دینی در شهر قم
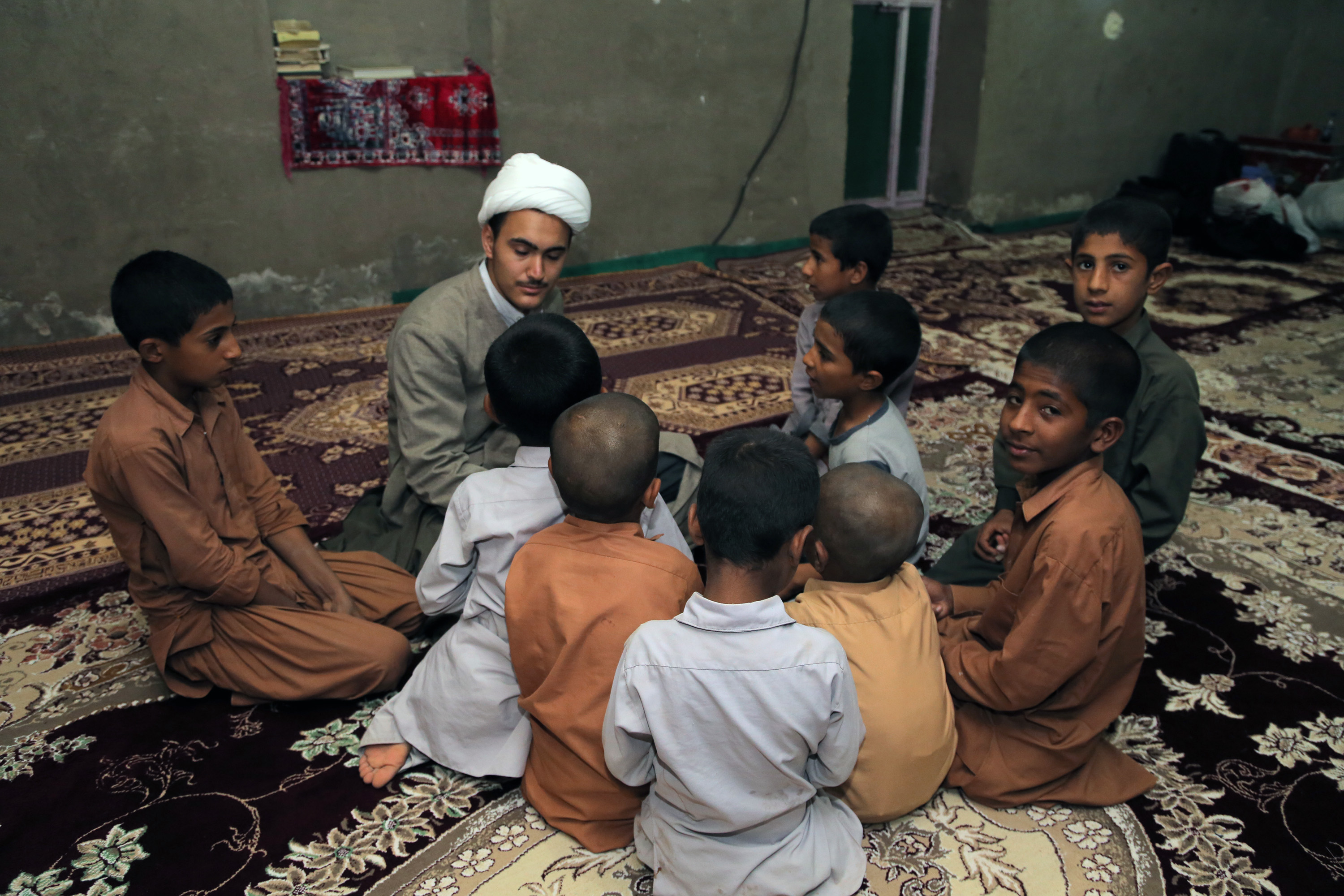
یک روحانی جوان در حال آموزش علوم دینی به کودکان در مناطق محروم سیستان و بلوچستان
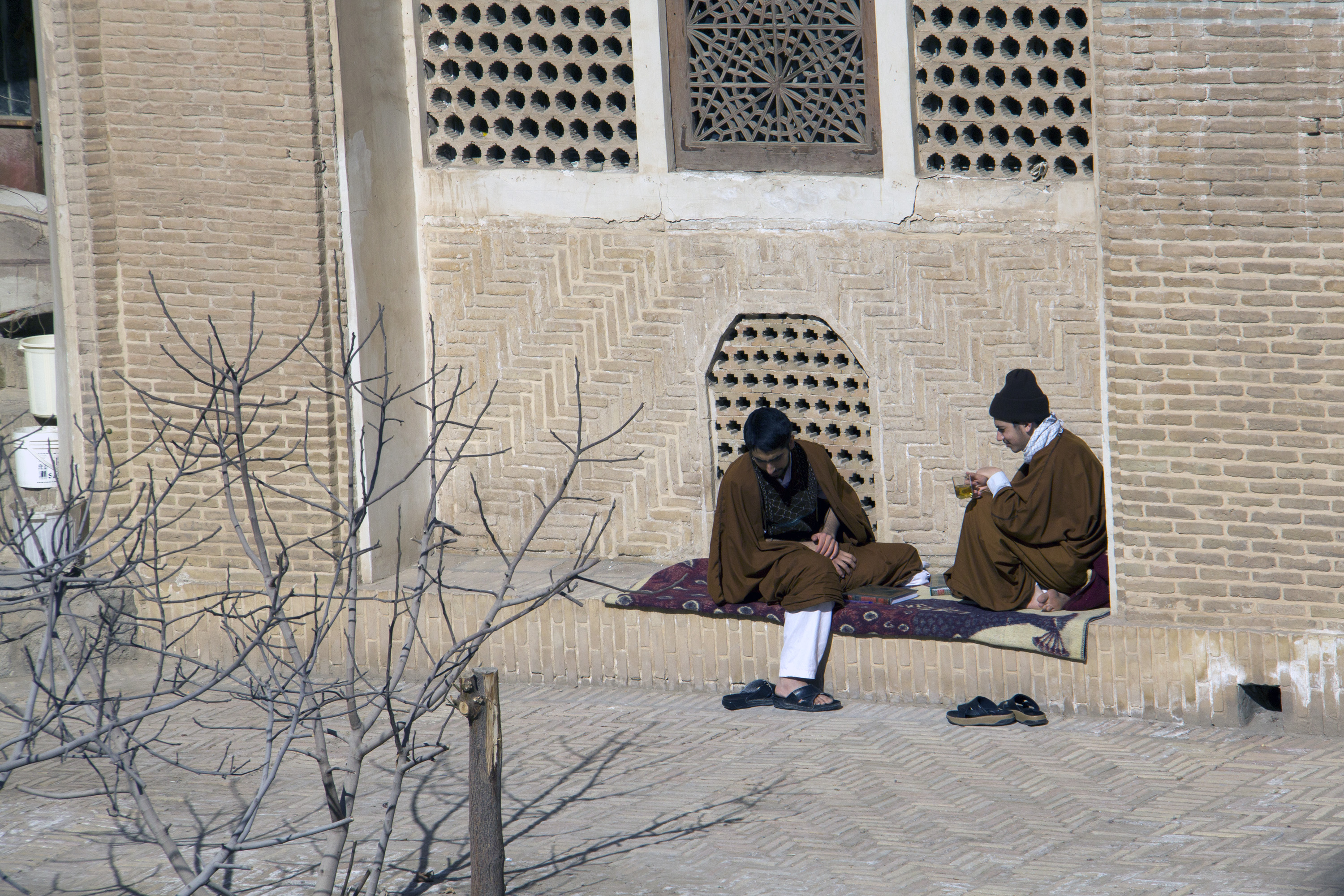
طلاب علوم دینی در مدرسه آقا بزرگ شهر کاشان در حال بحث
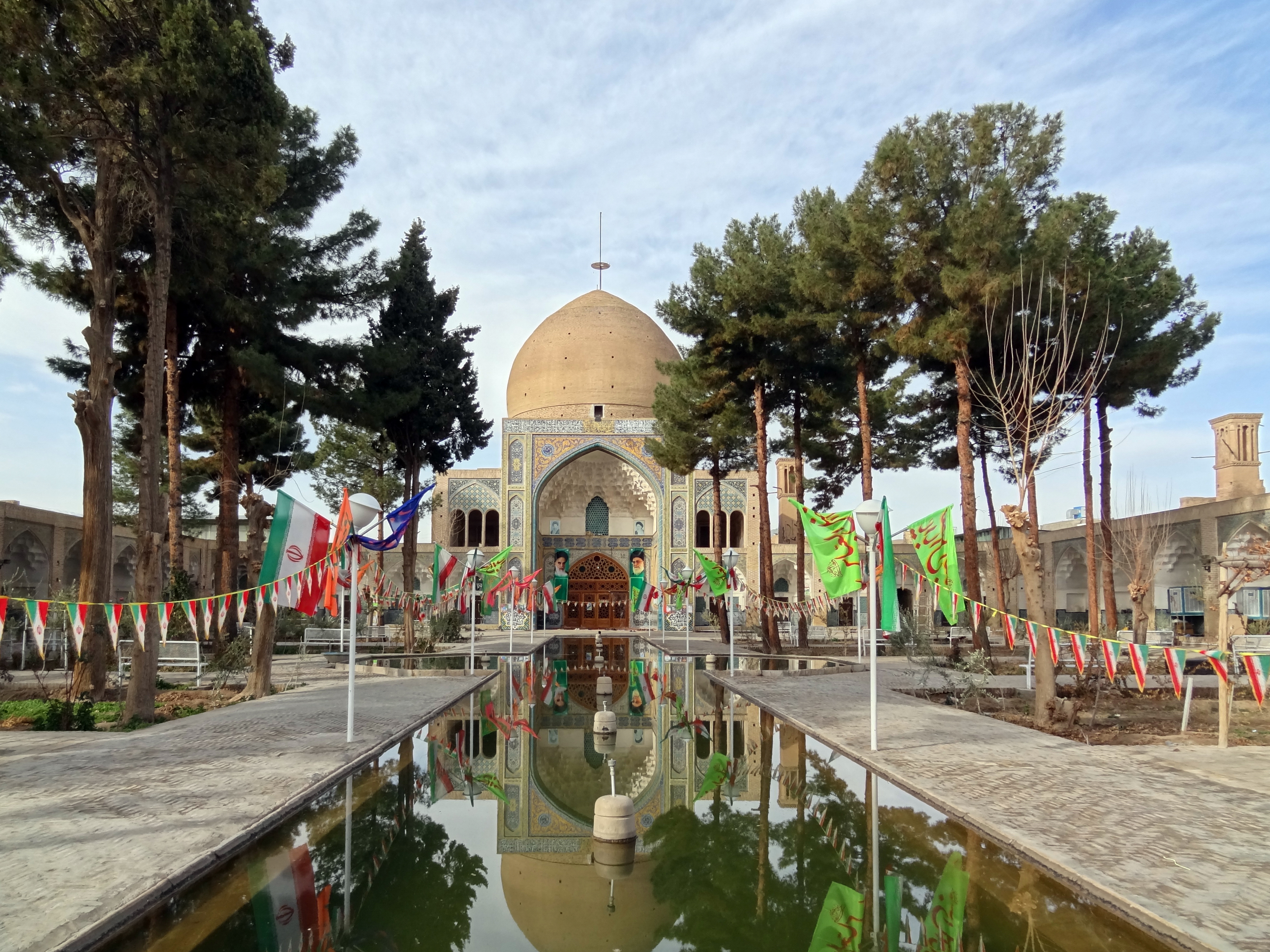
نمایی از معماری یک مدرسه علوم دینی در شهر کاشان که با الهام از مدرسه چهارباغ اصفهان ساخته شده است